# 石井美樹子
石井 美樹子（いしい みきこ、1942年5月27日 - ）は、日本の文学研究者、英文学・英国文化研究者。専門は中世ルネサンスのイギリス文化と歴史。神奈川大学名誉教授。

## 人物
満洲国三江省佳木斯市生まれ。戦後、東北で育つ。
1965年成城大学文芸学部卒業、1970年津田塾大学大学院文学研究科博士課程修了。1974年から1978年にかけて、一人娘とともに渡英、ケンブリッジ大学大学院で中世英国劇を専攻する。ケンブリッジ大学東洋大学部専任講師、1985年「中世英国劇におけるヨセフ像 -コヴェントリー劇のことわざ （英文）」で文学博士（成城大学）。静岡大学教養部助教授、教授、1986年神奈川大学外国語学部教授。2013年定年退職、名誉教授。

## 著書
- 『友情は戦火をこえて 博物館を戦争からまもった科学者たち』（PHP研究所） 1983
- 『中世劇の世界 よみがえるイギリス民衆文化』（中公新書） 1984
- 『マグダラのマリヤ 復活祭の使者』（一粒社） 1986
- 『王妃エレアノール ふたつの国の王妃となった女』（平凡社） 1988、朝日選書 1994
- 『聖母マリアの謎』（白水社） 1988
- 『シェイクスピアと鏡の王国』（筑摩書房） 1989
- 『中世の食卓から』（筑摩書房） 1991、ちくま文庫 1997
- 『神の道化師 聖ヨセフの肖像』（白水社） 1991
- 『シェイクスピアのフォークロア 祭りと民間信仰』（中公新書） 1993
- 『薔薇の冠 イギリス王妃キャサリンの生涯』（朝日新聞社） 1993
- 『シェイクスピアの愛とロマンス 恋愛劇10編の愉しみ』（同文書院、アテナ選書） 1994
- 『ありのままのイギリス 幻のケルトからダイアナ妃まで不思議な国の魅力と謎』（日本文芸社） 1996
- 『薔薇の王朝 王妃たちの英国を旅する』（NTT出版） 1996、のち光文社知恵の森文庫 2007
- 『イギリス中世の女たち』（大修館書店） 1997
- 『イギリス王妃たちの物語』（朝日新聞社） 1997
- 『イギリス・ルネサンスの女たち 華麗なる女の時代』（中公新書） 1997
- 『ダイアナ・メッセージ』（小学館文庫） 1998
- 『挑まれる王冠 イギリス王室と女性君主』（御茶の水書房、神奈川大学評論ブックレット） 1999
- 『恋する王冠 ダイアナ妃と迷宮の王室』（御茶の水書房） 2000
- 『ルネサンスの女王エリザベス 肖像画と権力』（朝日新聞社） 2001
- 『聖母のルネサンス マリアはどう描かれたか』（岩波書店） 2004
- 『エリザベス 華麗なる孤独』（中央公論新社） 2009
- 『マリー・アントワネットの宮廷画家 ルイーズ・ヴィジェ・ルブランの生涯』（河出書房新社） 2011
- 『マリー・アントワネット ファッションで世界を変えた女』（河出書房新社） 2014

### 編著
- 『エリザベス女王』監修（高瀬直子漫画、小学館学習まんが人物館） 2004
- 『図説 ヨーロッパの王妃』（河出書房新社、ふくろうの本） 2006
- 『図説 イギリスの王室』（河出書房新社、ふくろうの本） 2007
- 『図説 ヨーロッパ宮廷の愛人たち』（河出書房新社、ふくろうの本） 2010
- 『イギリス王室一〇〇〇年史 辺境の王国から大英帝国への飛翔』（新人物往来社、ビジュアル選書） 2011
- 『図説 エリザベス一世』（河出書房新社、ふくろうの本） 2012

## 翻訳
- 『思い出の昭南博物館 占領下シンガポールと徳川侯』（E・J・H・コーナー[3]、中公新書） 1982
- 『イギリス中世劇集 コーパスクリスティ祝祭劇』（篠崎書林） 1983
- 『道化の社会史 イギリス民衆文化のなかの実像』（サンドラ・ビリントン、平凡社） 1986
- 『魔女とふたりのケイト』（キャサリン・M・ブリッグズ、岩波書店） 1987
- 『九日間の女王さま』（カーリン・ブラッドフォード、すぐ書房） 1991
- 『イギリスの妖精 フォークロアと文学』（キャサリン・M・ブリッグズ、山内玲子共訳、筑摩書房） 1991
- 『ユングとシェイクスピア』（B・ロジャーズ=ガードナー、みすず書房） 1996
- 『妖精の時代』（キャサリン・M・ブリッグズ、海老塚レイ子共訳、筑摩書房） 2002
- 『マージェリー・ケンプの書 - イギリス最古の自伝』（久木田直江共訳、慶應義塾大学出版会） 2009
- 『真訳 シェイクスピア四大悲劇』（河出書房新社） 2021
- 『真訳 シェイクスピア傑作選』（河出書房新社） 2024.10

## 論文
- Cinii